# Aurelio Lampredi

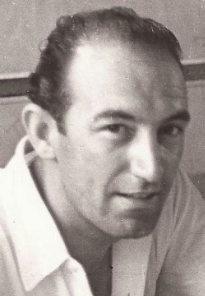
Aurelio Lampredi

Aurelio Lampredi (ur. 16 czerwca 1917 w Livorno, zm. 1 czerwca 1989) – włoski inżynier samochodowy i lotniczy.

## Życiorys
Karierę rozpoczął pracując dla firmy Piaggio, następnie dla producenta samochodów Isotta-Fraschini oraz dla Reggiane – włoskiego producenta samolotów.
Po II wojnie światowej, w 1946 roku rozpoczyna pracę dla Ferrari. Konstruuje szereg silników zarówno do samochodów wyścigowych jak i używanych w samochodach produkcyjnych. Po krótkiej przerwie, w czasie której pracuje ponownie dla Isotta-Fraschini wraca do Ferrari, gdzie nadzoruje prace nad wyczynowymi silnikami firmy podczas jej pierwszych dużych sukcesów sportowych w Formule 1 w latach 1952-53. Współpracę z Ferrari kończy w momencie przejęcia przez tę firmę zespołu wyścigowego Lancia wraz z udanymi konstrukcjami Vittorio Jano. Choć silniki te szybko zastąpiły konstrukcje Lamprediego w samochodach wyścigowych, widlasta dwunastka wciąż stosowana była chętnie w samochodach produkcyjnych Ferrari.
Od 1955 roku Aurelio Lampredi pracuje dla koncernu Fiata gdzie nadzoruje prace związane z projektowaniem silników do roku 1977. Powstają w tym okresie jednostki używane następnie przez ponad 30 lat w pojazdach koncernu – tzw. Fiat DOHC (włos. Fiat Bialbero, ang. Fiat Twin Cam engine). Silnik ten był również chętnie stosowany w sporcie samochodowym (Fiat Abarth 131 Rally, Lancia Delta).
Aurelio Lampredi jest również konstruktorem silnika stosowanego pierwotnie w modelu Fiat 1300/1500,  który trafił następnie do Polskiego Fiata 125p.